# Olivín

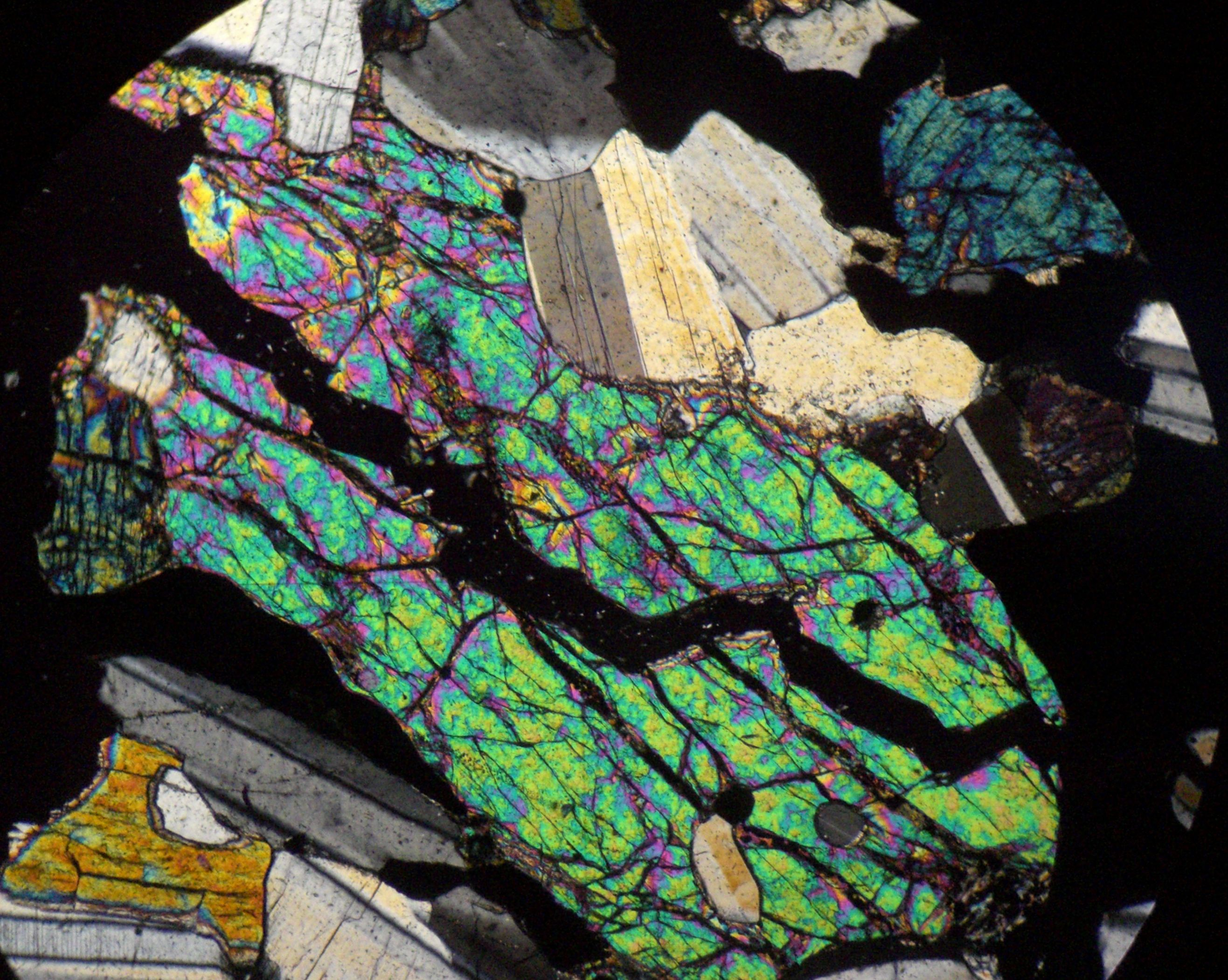
Mikroskopická fotografie horniny gabro se zrnem olivínu

Olivín (peridot) (Werner, 1789), chemický vzorec (Mg,Fe)2[SiO4] je kosočtverečný minerál s proměnlivým podílem hořčíku a železa v závislosti na podmínkách při jeho vzniku. Právě železo způsobuje zelené zabarvení kamene. Perfekcionisté tvrdí, že dokonalý olivín by měl obsahovat méně než 15 % železa a že nesmí v jeho mřížce chybět stopové prvky niklu a chromu. Krajní členy izomorfní řady jsou forsterit – Mg2[SiO4] a fayalit – Fe2[SiO4].
Nazván byl podle olivově zeleného zbarvení, které spojovalo slova oliva a zelený (v angličtině slovo green), ale jeho název byl několikrát zaměňován. Staří Římané používali název Topazos dle ostrova, kde byl těžen, a francouzští klenotníci později pak název peridot. Označení peridot se odvozuje z arabského slova faridat, které znamená diamant. Olivínu se přezdívá „smaragd křižáků“.

## Vznik
Olivín vzniká krystalizací z magmatu s nízkým obsahem křemíku jako jsou bazalty a nebo gabra. Je to důležitý horninotvorný minerál ultrabazických a bazických hornin. Hornina tvořená převážně olivínem se nazývá olivínovec (peridotit). Olivín se snadno přeměňuje v serpentin chemickou reakcí, ale také přeměnám založených na změně teplotně-tlakých podmínkách.
Olivíny nejvyšší šperkařské kvality se vyskytují převážně na dně Rudého moře, kde dochází k roztahování oceánské kůry v oblasti riftu a vytékání magmatu do mořské vody. Ta magma rychle ochlazuje a vytváří polštářové struktury, ve kterých vzniká i olivín. Případně – jako například v Myanmaru – může dojít k deformaci hornin vytlačených ze zemského pláště a při pohybech zemské kůry se mohou stát součástí pohoří.
Horníci nacházejí peridot v podobě nepravidelných pecek (oblé kusy horniny obsahující krystaly) v lávových proudech ve Spojených státech, Číně a Vietnamu. Velmi vzácně se objevují v podobě velkých krystalů, jež lemují žíly nebo kapsy u určitých typů ztuhlé roztavené horniny. Mezi zdroje takto vzniklých drahokamů patří Finsko, Pákistán, Myanmar a ostrov Zabargad.
Vyjma pozemských zdrojů se objevuje olivín i v meteoritech.
Spektrometrická měření s využitím infračerveným zobrazovacím spektrometrem umožnila potvrdit, že měsíční plášť má vysoký obsah olivínu.

## Morfologie
Krátce prizmatické krystaly, zrnité a masivní agregáty, zrna.

## Vlastnosti
- Fyzikální vlastnosti: Tvrdost 6,5 – 7, křehký, hustota 3,3 g/cm³ (forsterit 3,27 g/cm³, fayalit 4,2 g/cm³), štěpnost dokonalá podle {001}, nedokonalá podle {010}. Lom lasturnatý.
- Optické vlastnosti: Barva: nejčastěji žlutozelená, olivová, dále žlutá, hnědá. Lesk skelný, mastný, průhlednost: průhledný, průsvitný, vryp bílý.
- Chemické vlastnosti: Složení: Mg 25,37 %, Fe 14,57 %, Si 18,32 %, O 41,74 % (při Mg:Fe = 4:1). Rozpustný v HNO3. Mg-členové se rozpouštějí i v ostatních kyselinách a před dmuchavkou se netaví. Fe-členové se taví v magnetickou kuličku.

## Odrůdy
- chryzolit – průhledný, olivově zelený. Drahý kámen.

## Vysokotlaké modifikace olivínu
Za vysokých tlaků a teplot olivín hluboko v zemském plášti mění svou krystalickou strukturu. V hloubce pod 410 km se mění na tzv. wadsleyit a v rozmezí 520-660 km pod povrchem na ringwoodit – tato fázová rozhraní vedou ke skokovým nárůstům hustoty v plášti Země.

## Podobné minerály
willemit, tefroit, chryzoberyl

## Výskyt
Hojný minerál
- Česko – oblasti Kozákova (např. lom ve Smrčí u Železného Brodu) a v Českém ráji , kde se dá nalézt v podobě olivínových koulí (spolu s pyroxenem), které mají svůj původ ve svrchní části zemského pláště, odkud byly vyneseny proudem čedičového magmatu na povrch. Jedná se tedy minerál, který krystalizuje ve vysokoteplotních podmínkách. Další naleziště jsou v mnoha oblastech Českého středohoří.
- Slovensko - okolí Žiaru nad Hronom (Šibeničný vrch), Sedlic a Fiľakova.
- Norsko
- Brazílie
- Srí Lanka
- Austrálie
- Čína
- Pákistán
- Nový Zéland
- Egypt – ostrov Zebirget (St. John’s Island), kde je doložena těžba z doby 3 000 let před naším letopočtem.
- Barma / Myanmar – v současnosti nejkvalitnější olivíny
- a další.

Mimo Zemi byl výskyt olivínu také prokázán na Marsu (kde ho nalezl a identifikoval robot Opportunity) a vyskytuje se mj. zřejmě i v plášti planetky Vesta.

## Využití
Pro vysoký bod tání (u forsteritu až 1890 °C) na výrobu křemičitého technického skla. Dále se využívá ve slévárenství (cihly, formy pro odlévání), v chemickém průmyslu, při výrobě hnojiv a jako brusivo. 

Chryzolit jako šperkařský kámen pro ozdobné účely, kde se mu přisuzují magické ochranné vlastnosti proti zlým duchům.